# Schwarzau am Steinfeld
Schwarzau am Steinfeld è un comune austriaco di 1 896 abitanti nel distretto di Neunkirchen, in Bassa Austria.